# Eurojet EJ200
El Eurojet EJ200 es un turbofán militar usado como motorización del Eurofighter Typhoon. El motor se basa en el demostrador tecnológico Rolls-Royce XG-40 desarrollado en los años 1980.
El EJ200 se construye por el consorcio Eurojet Turbo GmbH formado por Rolls-Royce (Reino Unido), Avio (Italia), ITP (España) y MTU Aero Engines (Alemania).

## Desarrollo

### Rolls-royce XG-40
Rolls-Royce empezó a desarrollar el demostrador tecnológico XG-40 en 1984. Los costes de desarrollo fueron compartidos entre el gobierno británico (85%) y Rolls-Royce.
El 2 de agosto de 1985 en Turín, Italia, Alemania Occidental y Reino Unido acordaron el lanzamiento del proyecto Eurofighter. El anuncio de este acuerdo confirmaba que Francia había optado por no continuar en este proyecto. Una de las causas de esta separación fue la insistencia francesa en que el avión utilizase el motor SNECMA M88, desarrollado simultáneamente al XG-40.

### Eurojet EJ200
El consorcio Eurojet se formó en 1986 para coordinar y gestionar un proyecto basado fundamentalmente en la tecnología del XG-40.
La tecnología del EJ200 permite un motor más pequeño y sencillo mientras reduce el consume de combustible y aumenta la relación empuje-peso, por lo que mejora el rendimiento y efectividad de un avión de combate.
En diciembre de 2006, Eurojet GmbH terminó las 363 entregas de EJ200 de la primera tirada de Eurofighters (tranche 1). La segunda tirada (tranche 2) necesitará 519 motores EJ200. En diciembre de 2006 se contrató a Eurojet para producir un total de 1.400 motores para el proyecto Eurofighter.

## Eurojet GmbH
Eurofighter GmbH se creó en 1986 para gestionar el desarrollo, producción, soporte, mantenimiento y ventas del EJ200. Los componentes iniciales fueron Rolls-Royce, MTU, Fiat y Sener. La división de motores de aviación de Fiat se separó del Grupo Fiat creando Avio. La división de motores de Sener se llama ahora ITP, siendo propiedad a medias de Sener y Rolls-Royce.
| Empresa          | Participación en desarrollo | Participación en producción | Responsabilidades |
| ---------------- | --------------------------- | --------------------------- | --- |
| Rolls-Royce      | 33%                         | 34.5%                       | Sistema de combustión, sistema de monitorización de estado y turbina de alta presión.                                                      |
| MTU Aero Engines | 33%                         | 30%                         | Compresores de baja y alta presión, responsabilidad en el diseño de sistemas para la Unidad Digital de Control y Monitorización del Motor. |
| Avio             | 21%                         | 19.5%                       | Turbina de baja presión, sistemas de calor y sistemas hidráulicos.                                                                         |
| ITP              | 13%                         | 16%                         | Toberas y difusor de escape, tuberías y conductos de by-pass y externos.                                                                   |

[cita requerida]

## Especificaciones

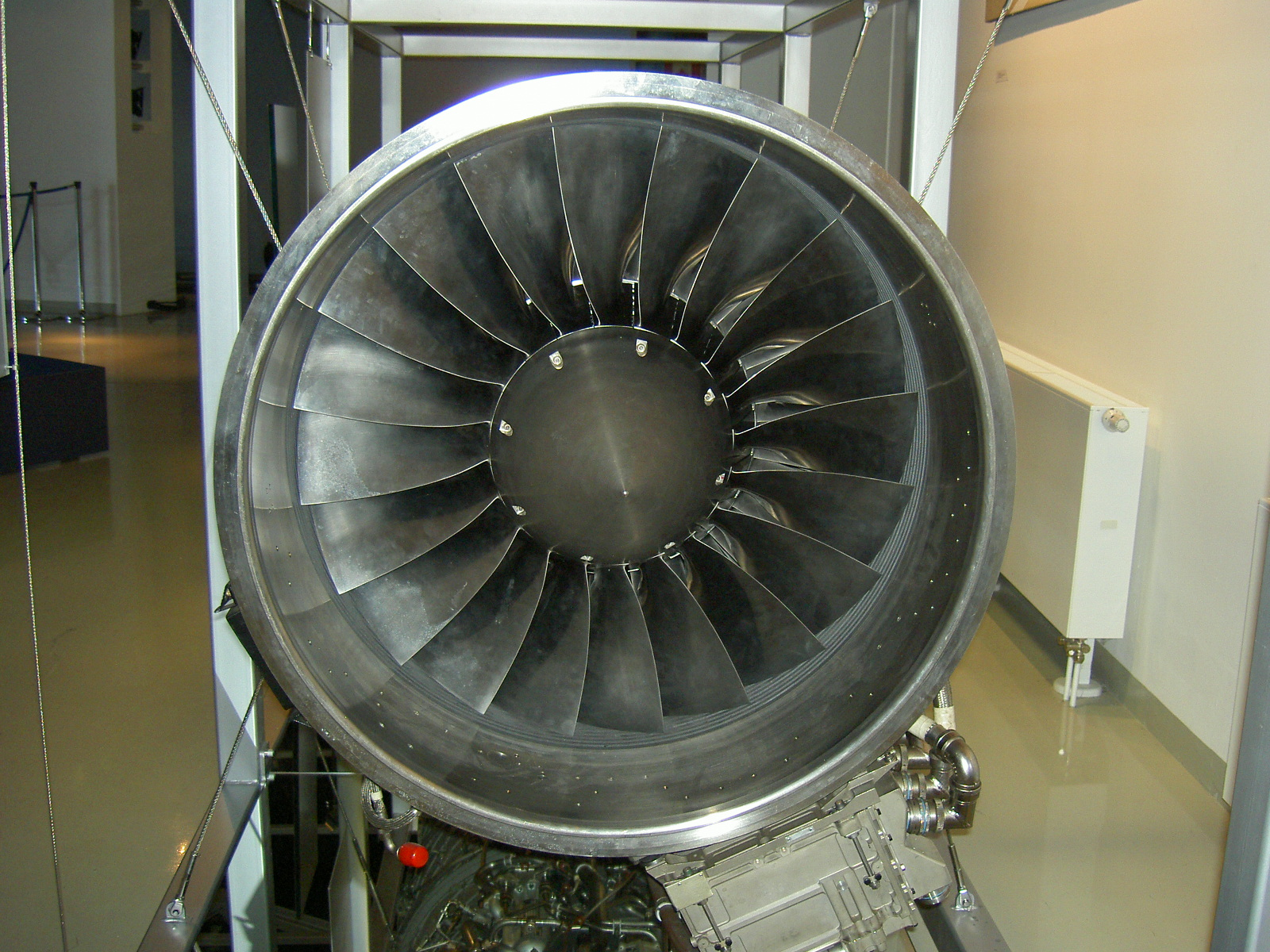
Vista frontal del fan del EJ200.

### Características generales
- Tipo: Turbofán
- Longitud: 4,0 m
- Diámetro: 0,737 m
- Peso en seco: aprox. 1000 kg

### Componentes
- Compresor de baja (LPC): 3 etapas
- Compresor de alta (HPC): 5 etapas
- Turbina de alta (HPT): 1 etapa
- Turbina de baja (LPT): 1 etapa

### Rendimiento
- Empuje: 60 kN (13.500 lbf) sin postcombustor / 90 kN (20.000 lbf) con postcombustor
- Consumo específico: 82,8 kg/kNh sin postcombustor / 176,4 Kg/kNh con postcombustor
- Relación empuje a peso: aprox. 10:1
- Relación consumo a potencia: 
  - 1:0.72 sin  postcombustor
  - 1:0.51 con postcombustor

Fuente: Eurojet GmbH (Ficha técnica del motor EJ200 Archivado el 28 de septiembre de 2007 en Wayback Machine.)

### Motores similares
- Snecma M88
- General Electric F110
- General Electric F404
- General Electric F414
- Pratt & Whitney F100
- Pratt & Whitney F119
- Pratt & Whitney F135
- Klimov RD-33
- Saturn AL-31
- Guizhou WS-13
- Shenyang WS-10